# Monastère du lac Vaja
Le monastère de la Transfiguration-du-Sauveur du lac Vaja (Важеозе́рский Спасо-Преображенский монастырь) est un monastère d'hommes de l'Église orthodoxe russe situé en Russie près du village d'Interpossiolok en république de Carélie dans le territoire du raïon d'Olonets. Il se trouve au bord du lac Vaja (Vajozero) et dépend de l'éparchie de Petrozavodsk. C'est un monument protégé au niveau régional.

## Histoire

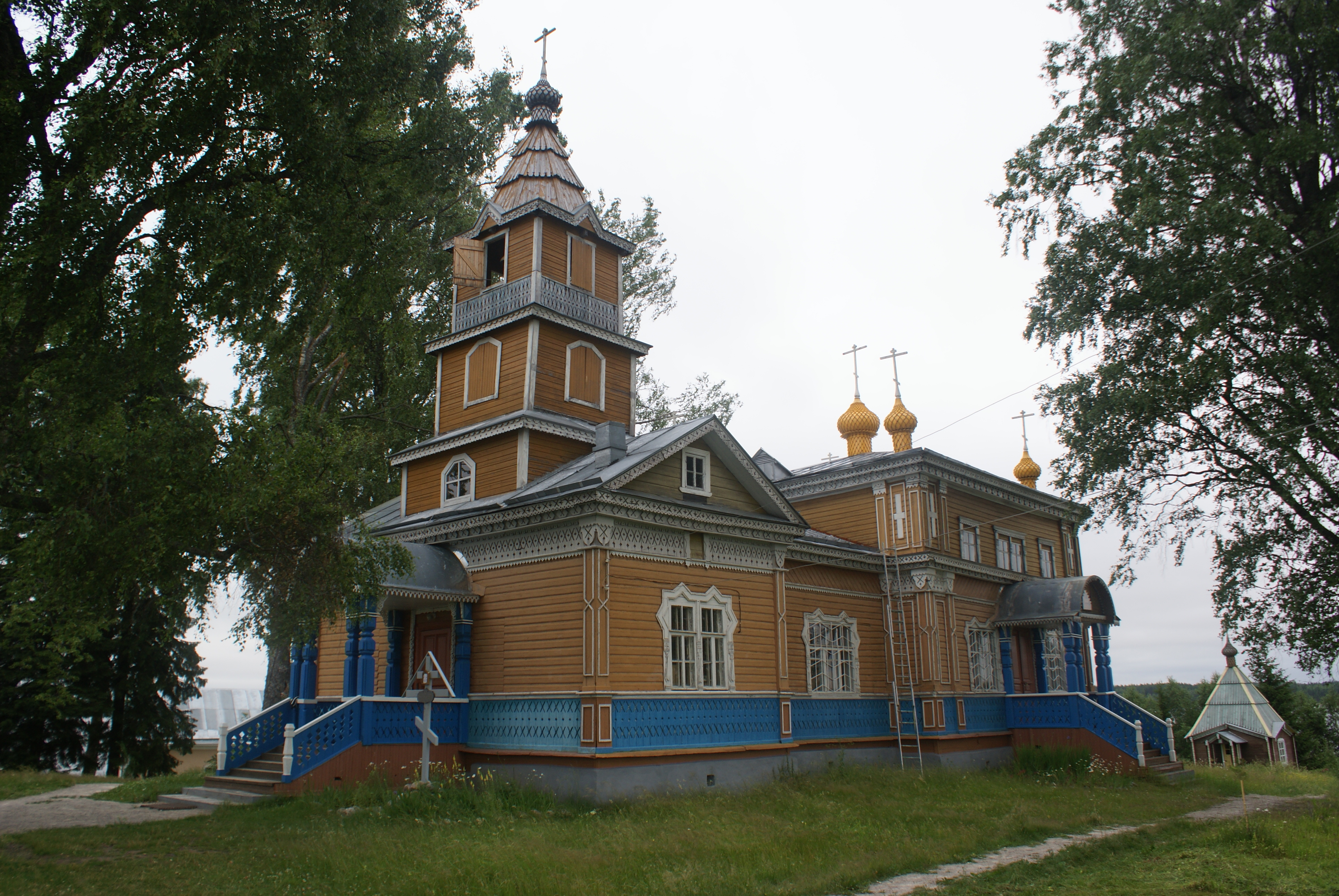
Église de la Transfiguration.

Le monastère du lac Vaja (poustinia de Saint-Nicéphore) a été fondé vers 1500-1520 par le vénérable moine Guennadi de Vaja, puis continué par saint Nicéphore de Vaja, disciples de saint Alexandre de Svir. C'est à l'origine un monastère d'hommes.
La première église est une église de bois dédiée à la Transfiguration du Sauveur. Le monastère est ravagé par les troupes polono-lituaniennes au XVIIe siècle. En juillet 1723, le monastère est affilié au monastère de Siandema, puis il est supprimé à la fin du XVIIIe siècle, l'église devenant paroissiale.
Le monastère est refondé en 1800 comme étant affilié au monastère Saint-Alexandre-de-Svir. Il est dirigé à partir de 1830 par le moine Isaïe (Sofronov) qui lui redonne une certaine indépendance économique. Le monastère est indépendant en 1846. Le Père Isaïe devient skhimoine en 1849 sous le nom d'Ignace. Il est enterré sous l'autel de l'église de Tous-les-Saints, vénéré comme un pieux ascète.
Le monastère est fermé en 1918 par les autorités et ses biens donnés au sovkhoze local.
Le monastère renaît en 1991 comme monastère de femmes. L'église de la Transfiguration est restaurée, ainsi que le clocher, l'église chauffée d'hiver dédiée à Tous les Saints, et l'église-porte dédiée à saint Jean de Ryla. Il redevient un monastère d'hommes en l'an 2000.
Le 28 juillet 2000, le monastère reçoit les cendres du bienheureux moine Vladimir (dans le monde Vladimir Alexeïev 1862-1927), qui fut moine au lac de Vaja. Il reçoit également le 30 novembre suivant une relique de saint Alexandre Nevski.
Le bâtiment historique des cellules des moines commence à être restauré à partir de 2020.

## Églises et chapelles

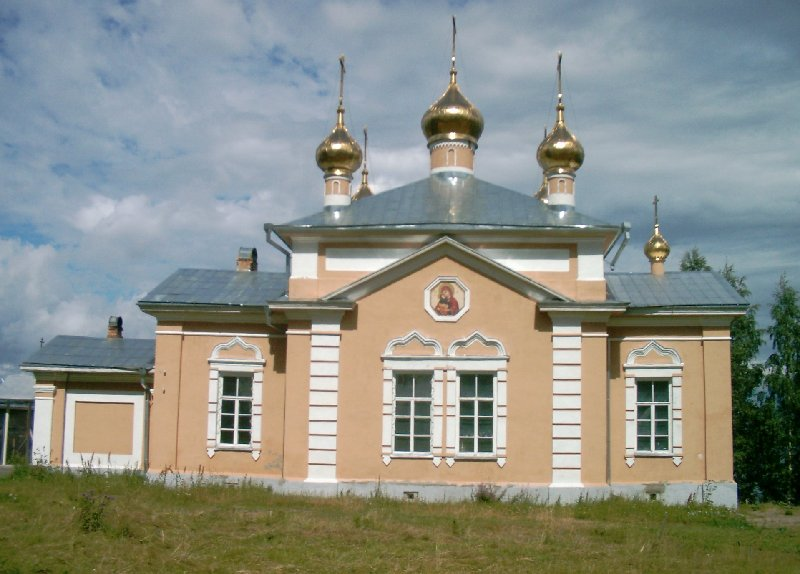
Église de Tous-les-Saints.

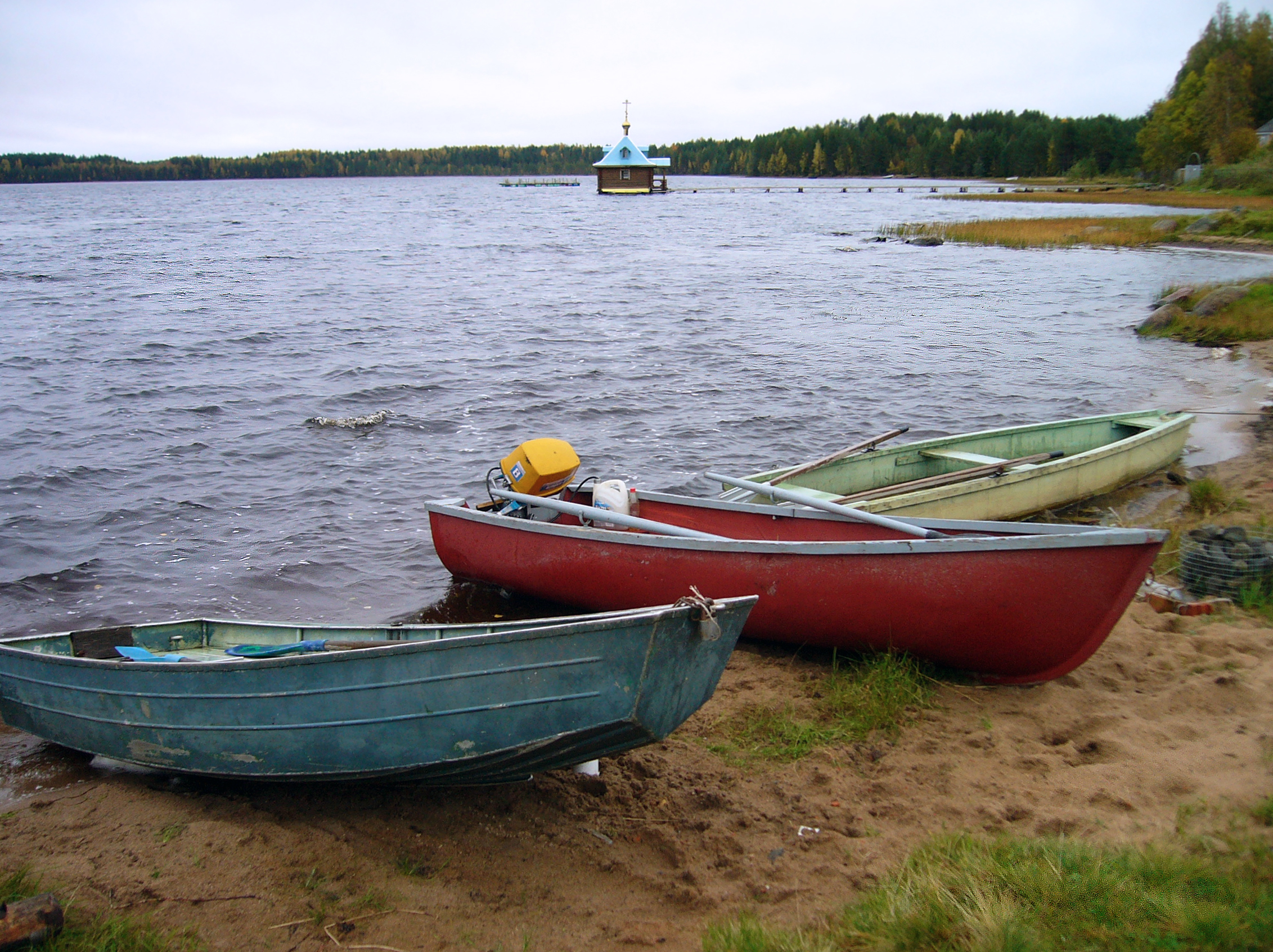
Bord du lac avec la chapelle Saint-Jean-Baptiste au fond.

- Église de la Transfiguration-du-Sauveur. La première est consacrée en 1596. Après l'incendie de 1885, église de bois à cinq coupoles sur un fondement de pierre, consacrée en 1892. Style néo-russe. Restaurée dans les années 1990.
- Église Saints-Nicéphore-et-Guennadi-de-Vaja. Construite en 1858[7], avec les reliques des saints Nicéphore et Guennadi. Restaurée dans les années 1990 sous le nom d'église de Tous-les-Saints.
- Chapelle des Nouveaux-Martyrs-et-Confesseurs-Russes, fin des années 1990.
- Chapelle Saints-Guennadi-et-Nicéphore-de-Vaja, 2007-2008.
- Chapelle Saint-Serge-de-Radonège, fin des années 1990.
- Chapelle Saint-Jean-Baptiste (sur le ponton du lac), 2002.
- Chapelle Saint-Nicétas, 1990-2000.
- Église de l'Annonciation.
- Église-porte Saint-Jean-de-Ryla (1896à, restaurée dans les années 1990.